# Webメール
Webメール（ウェブメール）はウェブブラウザを通じてアクセスする、Webアプリケーションの電子メールクライアント（メールユーザーエージェント・電子メールクライアント）である。クライアントのPCにウェブブラウザ以外のソフトウェアのインストールや設定が不要であるため手軽に利用できる。フリーメールサービスなどで提供されるほか、Webメールシステムを構築するサーバソフトウェアも公開されている。クライアントであるウェブブラウザとサーバはほとんどの場合セキュリティ上の理由から、HTTPS（Hypertext Transfer Protocol over Secure Socket Layer）スキームを使用して通信を行う。

## 特徴
クライアントの環境としてウェブブラウザ以外のソフトウェアを必要としない。利用を開始する場合は管理者から教えられた「WebサーバのURL」と「ログインID」、「パスワード」でログインするだけであり、POP3や、IMAP4、SMTPなどの細かい設定が不要である。そのため、複数で共有しているコンピュータなど設定を変更することのできないクライアントからも利用可能である。
ローカルにメールを保存しないため、コンピュータをリプレイスした場合でもデータの移行が不要である反面、障害やメンテナンスによるサーバの停止、およびネットワークに接続できない場合など、受信済みのメールの閲覧も不可能となる。これは同じくサーバ側にメールを保存するIMAP4サーバと同様の短所である。

## Webメールサービス
Webメールサービスはフリーメールサービスで用いられることが多いが、インターネット接続サービスのメールサービスでも利用者の利便性を考慮してPOP3、SMTP、IMAP4などとともに採用しているところも多い。
Webメールを採用しているフリーメールサービスには、Yahoo!メール、Gmail、Outlook.comなどがある。これらのフリーメールサービスではサーバがダウンしてデータが消失しても責任を負わない、などの免責事項を設けていることが多い。またプロバイダやポータルサイトのメールを携帯電話のWebメールで利用するといったものは近年ではあたりまえのように存在するが、それとは正反対に、NTTドコモのiモードメールを、自宅のPCやandroid、Windows Mobile、BlackBerryといったスマートフォンのWebメールで送受信できるサービスとしてiモード.netといったものもある。同様のサービスはKDDIもau one メールという名称で2013年9月30日まで利用者に提供していた。
Webメールは基本的にブログと同様、Webサーバにテキストコンテンツ及びその他のコンテンツをアップロードする原理、プラス、それらコンテンツをメール変換する機能を付加することにより疑似メールサーバの機能を実現している（サーバー管理者やサービス提供者から利用者のメールやコンテンツを秘匿する為の利用者個々のセキュアなメールボックスがあるわけではない）。Webメールサービス提供者によっては規約でこれらWebメール（Webサーバ、並びに保管用データサーバ）にアップロードしたコンテンツをユーザからサービス提供者へ無条件でライセンス許可することが条件となっている場合があり、また、サービス提供者が第三国などの第三者にデータ処理を委託することを了承することも条件となっていることが多い。さらには一度アップロードしたコンテンツは利用者によるサービス利用の継続・中止を問わず削除できない規約になっている状況がある（Webメールクライアント上で利用者がメールを削除しても、一見削除されたように見えるが、サーバーストレージからは一度アップしたコンテンツを完全には削除できない。残余コンテンツの削除はサービス提供者の都合により任意のタイミングで行われる場合もあるが、長期にわたり保管されたままになる場合もある）。個人向けと法人向けでこのあたりの規約・条件にはほぼ差が無い様である（以上、Google例：GOOGLE利用規約20200331）。利用する上では、セキュリティ上の問題となる場合も出てくることが予想される点に注意が必要である。

### 機能
大半のWebメールサービスは一般的な電子メールクライアントと同様、受信メールを条件により任意のフォルダやゴミ箱に振り分けるフィルタ、アドレス帳などの機能を持っている。Webメールサービスによっては、 コンピュータウイルスの自動駆除、スパムのフィルタリング機能などを提供している。

### 規制
企業や学校、図書館などの公共機関によってはWebメールの私的使用による個人情報や、機密文書の持ち出し（メールへの添付）による情報漏洩、コンピュータウイルス感染などのトラブルを防ぐため、サーバにフィルタリングを導入し、フリーメールサービスを含めたWebメール全般にアクセスできないようにしているところがある。

## Webメールソフトウェア
Webメールを構築するためのさまざまなソフトウェアが公開されている。既存のPOP3、IMAP、SMTPなどのサーバにWebメールインターフェイスを追加するもの、自前でメール転送エージェントを含んだサーバをもつもの、グループウェアやコンテンツ管理システムなどの一部として提供されるものなどがある。

### 主な実装
- Microsoft Exchange Server - マイクロソフトから発売されているグループウェアのOutlook Web Access。
- Ipswitch IMail Server - POP3、IMAP、SMTP、Webメール、アンチウイルスソフトウェアなどをオールインワンにした商用のソフトウェア。Windowsに対応。
- Internet Messaging Program - IMAP4、SMTPサーバにアクセスするためのフリーのWebメールソフトウェア。PHPで実装されている。
- SquirrelMail - IMAP4、SMTPサーバにアクセスするためのフリーのWebメールソフトウェア。PHPで実装されている。
- RoundCube - IMAP4、SMTPサーバ対応。PHPで実装されており、Ajax技術を利用しているのが特徴
- AtMail - IMAP4対応。RoundCube同様、Ajax技術を利用しているのが特徴。

### 携帯端末向け実装
- mobileimap - IMAP、SMTPに対応した携帯端末向けフリーのWebメール。別にウェブサーバを必要とするCGIやPHPによる実装とは異なり、プログラム自体がsambaにおけるswatのようにHTTPデーモンとして動作する。
- WebMailClient2 for Keitai - POP3、IMAP、SMTPに対応した携帯端末向けフリーのWebメール。Perlによる実装。今のところ、日本語のみに対応。